# Измислици-премислици
„Измислици – премислици“ е българска детска телевизионна поредица. Жанрът на поредицата е мюзикъл, комедия. Излъчва се от 1984 до средата на 90-те години по първа програма на БНТ (Канал 1), а повторения се излъчват и след това по БНТ сат. Водещ е Владимир Люцканов (бате Влади).
Във всеки епизод от поредицата екип от актьори разказват едни от най-популярните детски приказки променени почти до неузнаваемост и допълнени с хумор и песни. В „Измислици – премислици“ участват Владимир Люцканов, Мая Бабурска, Николай Сотиров, Емил Джамджиев, Валентин Недялков, Николай Ганчев, Огнян Милушев, Димитър Дупаринов. Епизодите са с продължение 45 минути.
Като автори в поредицата работят Маргарит Минков, Христо Бойчев, Румен Николов, Правда Далекова, Юлияна Каракашева, Красимир Пухтев. Музиката и аранжиментите на песните са изцяло на Стефан Димитров. Режисьор е Нина Шопова, а автор на приказните декори е художник-сценограф Дария Трайкова.
„Измислици – премислици“ получава награда „Златна антена“ за мюзикъл през 1996 г.
Името на поредицата е станало нарицателно за нещо съмнително, лъжливо или за нещо направено без спазване на технология.